# Siteburen

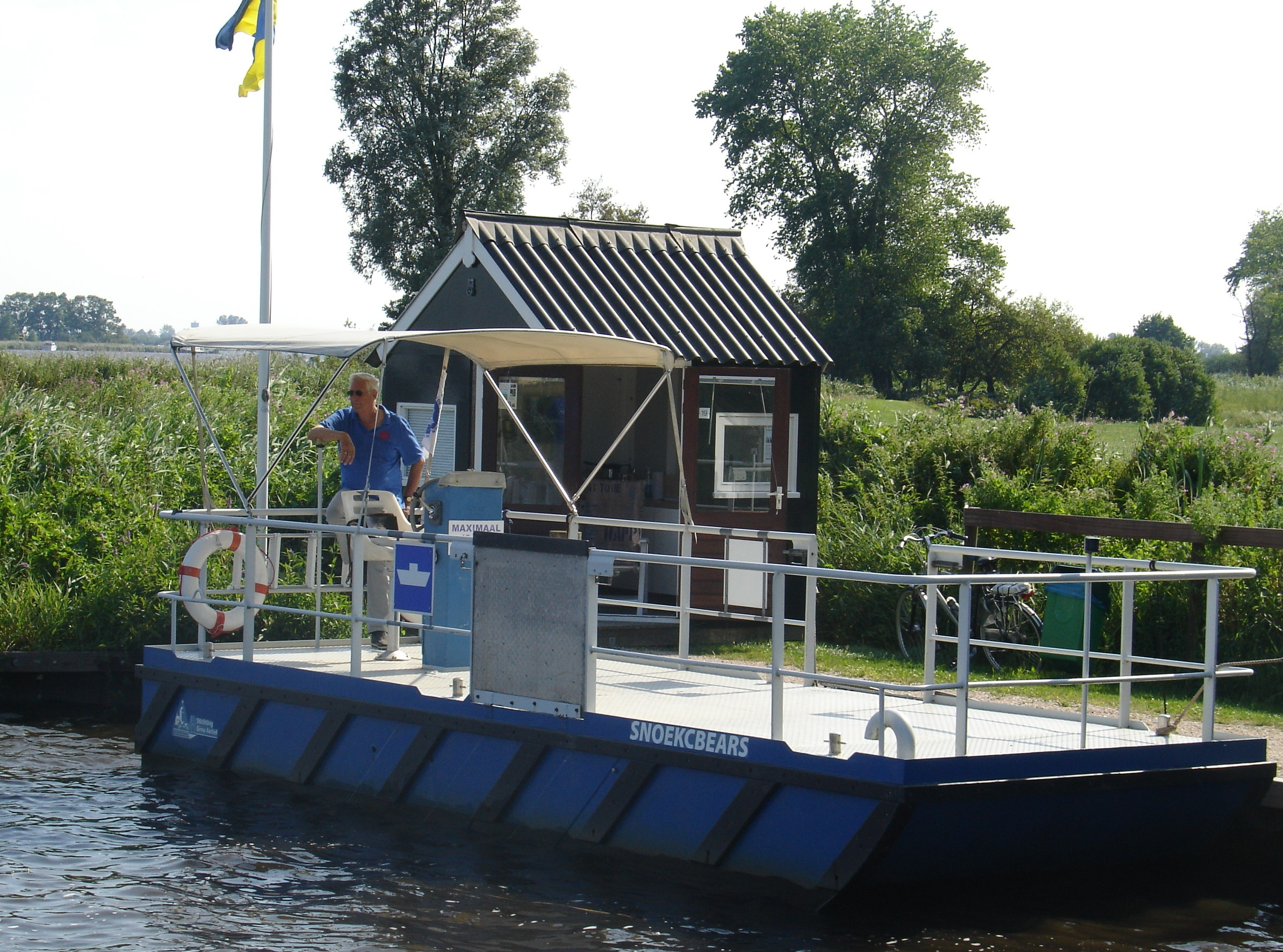
Fiets- en voetveer Snoekcbears.

Siteburen (Fries: Sitebuorren of Sytebuorren) is een buurtschap in het uiterste westen van de gemeente Smallingerland, in de Nederlandse provincie Friesland. Siteburen ligt tussen Grouw en Oudega aan de Sitebuurster Ee en de Graft. In het noorden ligt het Nationaal Park De Oude Venen.

## Bereikbaarheid
De buurtschap is alleen bereikbaar via een doodlopende weg, vanaf de brug bij Hooidammen (Headammen). In de zomermaanden kan  De Graft worden overgestoken via fiets- en voetveer "De Snoekcbears" (een woordspeling op de familienaam Snoekc, wonend bij het veer). Op deze wijze is er vervolgens via veerpont De Burd een verbinding met het dorp Grouw.

## Geschiedenis
Volgens de Schotanusatlas stonden rond 1700 in het gebied zeven boerderijen, elk op een eigen terp. Deze huisterpen zijn alle afgegraven en de grond is gebruikt als bemesting van de veenbodem. Nu staan er nog vier boerderijen, ter weerszijden van De Graft. Door gemeentelijke herindeling resteren voor Siteburen nog slechts twee boerderijen, ten oosten van De Graft.

## Auck Peanstra
De Friese schrijfster Auck Peanstra bracht haar jeugd door in Siteburen. In 2007 verscheen haar (Friestalige) roman: Sitebuorren, myn eigen paradys. Van haar broer Oane verscheen eveneens een boekje: Herinneringen aan Sitebuorren.
Steden, dorpen en gehuchten: Boornbergum · De Tike · De Veenhoop · De Wilgen · Drachten · Drachtstercompagnie · Goëngahuizen · Houtigehage · Kortehemmen · Nijega · Opeinde · Oudega · Rottevalle · Smalle Ee

Buurtschappen: Buitenstverlaat · De Gaasten · De Kooi · Egbertsgaasten · Hooidammen · Luchtenveld · Middelburen · Noorderend · Opperburen · Siteburen · Uiteinde · Wierren · Zandburen · Zuidereind 

Friesland: Steden en dorpen      Nederland: Provincies · Gemeenten